# Metaplasia intestinale

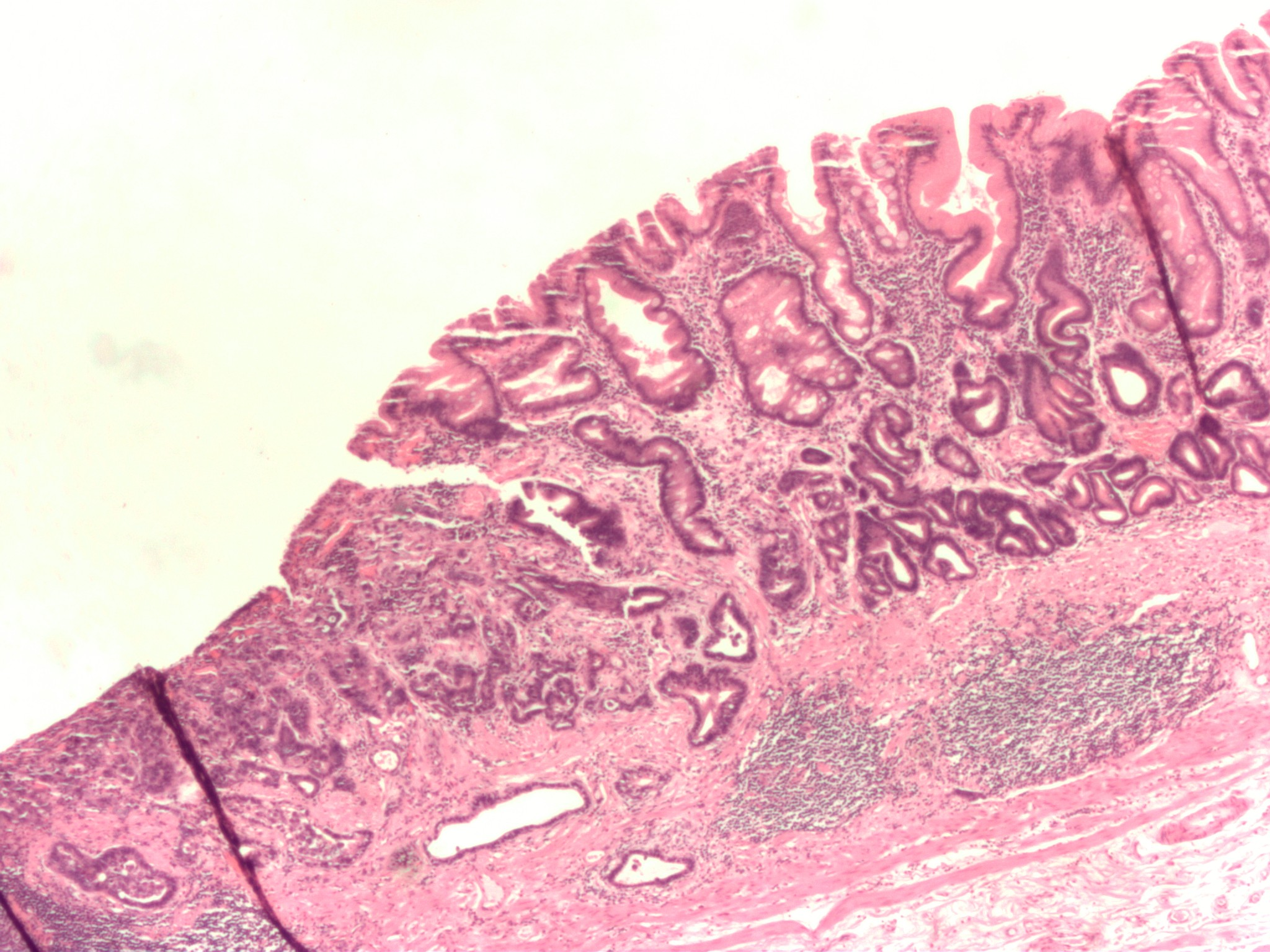
Metaplasia intestinale dell'antro gastrico (in alto e al centro) e carcinoma gastrico (in centro e a sinistra)

La metaplasia intestinale è una metaplasia la quale si verifica in risposta a una lesione mucosa cronica. Essa parte dall'antro e si può diffondere, anche rapidamente, in tutta la zona del corpo dello stomaco. Due tipi di metaplasia sono frequenti nella gastrite cronica non erosiva: quella a ghiandole mucose e quella intestinale. La metaplasia a ghiandole mucose (metaplasia pseudopilorica) si verifica nelle situazioni di grave atrofia delle ghiandole gastriche, che vengono progressivamente sostituite dalle ghiandole mucose (mucosa antrale), specialmente lungo la piccola curva. Le ulcere gastriche si verificano più frequentemente a livello della mucosa della giunzione tra antro e corpo, anche se non è chiaro se siano la causa o la conseguenza dell'antrificazione. La metaplasia intestinale si verifica in risposta a una lesione mucosa cronica. La mucosa gastrica può assomigliare alla mucosa del piccolo intestino, con cellule sferiche, cellule endocrine (enterocromaffini o enterocromaffino-simili) e villi rudimentali e ne può anche assumere le caratteristiche funzionali (di assorbimento). La metaplasia intestinale inizia nell'antro e si può estendere al corpo. È classificata istologicamente come completa (più frequente) o incompleta. Nella metaplasia completa, la mucosa gastrica viene completamente trasformata in mucosa del piccolo intestino, sia istologicamente sia funzionalmente, con la capacità di assorbire le sostanze nutrienti e secernere i peptidi. Nella metaplasia incompleta, l'epitelio assume un aspetto istologico simile a quello dell'intestino crasso e frequentemente mostra una displasia. La metaplasia intestinale è associata al cancro dello stomaco.